# Matija Vastl
Matija Vastl, slovenski gledališki in filmski igralec, * 19. julij 1975, Kranj. 

## Življenjepis
Šolal se je na Gimnaziji v Škofji Loki, vzporedno pa je na Srednji glasbeni šoli v Ljubljani študiral trobento. Leta 1994 je napisal in režiral predstavo Johanova potešitev, v kateri je tudi igral. Istega leta je maturiral in vpisal študij stare grščine in filozofije na Filozofski fakulteti v Ljubljani. Leta 1997 je pričel študij dramske igre in umetniške besede na  ljubljanski AGRFT (mentorja: Boris Cavazza in Jožica Avbelj).Je član Slovenskega mladinskega gledališča.

### Zasebno
Ima tri otroke z bivšo partnerko Tijano Zinajič.

## Vloge v gledališču

### Ljubljanska Drama
- Franko v predstavi Trainspotting (Welsh), režija: Ernst Binder, 1998/1999

- Pribočnik v predstavi Ljudomrznik (Moliere), režija: Slobodan Unkovski, 1999/2000

- Jezus Kristus v predstavi Škofjeloški Pasijon (P. Romuald), režija: Meta Hočevar, 2000/2001

- Lupo v predstavi Krst Pri Savici, režija: Meta Hočevar, 2003/2004

### Prešernovo Gledališče Kranj
- Božo, Božena v predstavi Zoki Zajc (C. Serreau), režija: Matjaž Latin, 2001/2002

- Matija v predstavi »O tem se ne govori«, (več avtorjev) režija: Samo Strelec, 2003/2004

## Filmografija

### Kratki Filmi
- Sošolec v filmu Oglas, režija: Boštjan Mašera
- Panks v filmu Short Cuts, režija: Dafne Jemeršić
- Obsojenec na smrt v filmu Zadnja želja, režija: Petar Pašić

### Celovečerni filmi
- Korporacija (2019): Heinz
- Zgodovina ljubezni (2019)
- Prehod (2009)
- 9:06 (2009)
- Marčelo v filmu Rezervni deli, režija: Damjan Kozole (2003)
- Patolog v filmu Ljubljana, režija: Igor Šterk (2002)
- Car v filmu Barabe, režija: Miran Zupanič (2001)
- Pacient v filmu Oda Prešernu, režija: Martin Srebotnjak (2001)
- Dr. Strobach v nadaljevanki Prešeren, režija: Franci Slak (2000)

### TV serije
- Ekipa Bled (2019): Urh
- Življenja Tomaža Kajzerja (2013): Tomaž Kajzer
- Balkan Inc. (2006)